# 2,7-Dihydrothiépine
La 2,7-dihydrothiépine est un analogue partiellement saturé de la thiépine.